# Gategroup Holding
Die Gategroup Holding AG (vormals Gategourmet) mit Sitz in Glattbrugg ist ein international tätiger, auf Airline-Catering spezialisierter Schweizer Konzern.

## Unternehmen

Logo der Tochter Gategourmet

Kernstück der Unternehmensgruppe bildet die Tochtergesellschaft Gategourmet, namensgebend für die später etablierte Gategroup als Holding. Daneben umfasst Gategroup mit den Marken Supplair, Performa, Pourshins, Gate Aviation, potmstudios, Gate Safe, deSter, Harmony, eGate Solutions und Elan über weitere zehn Tochtergesellschaften aus dem Catering- oder cateringnahen Bereich.

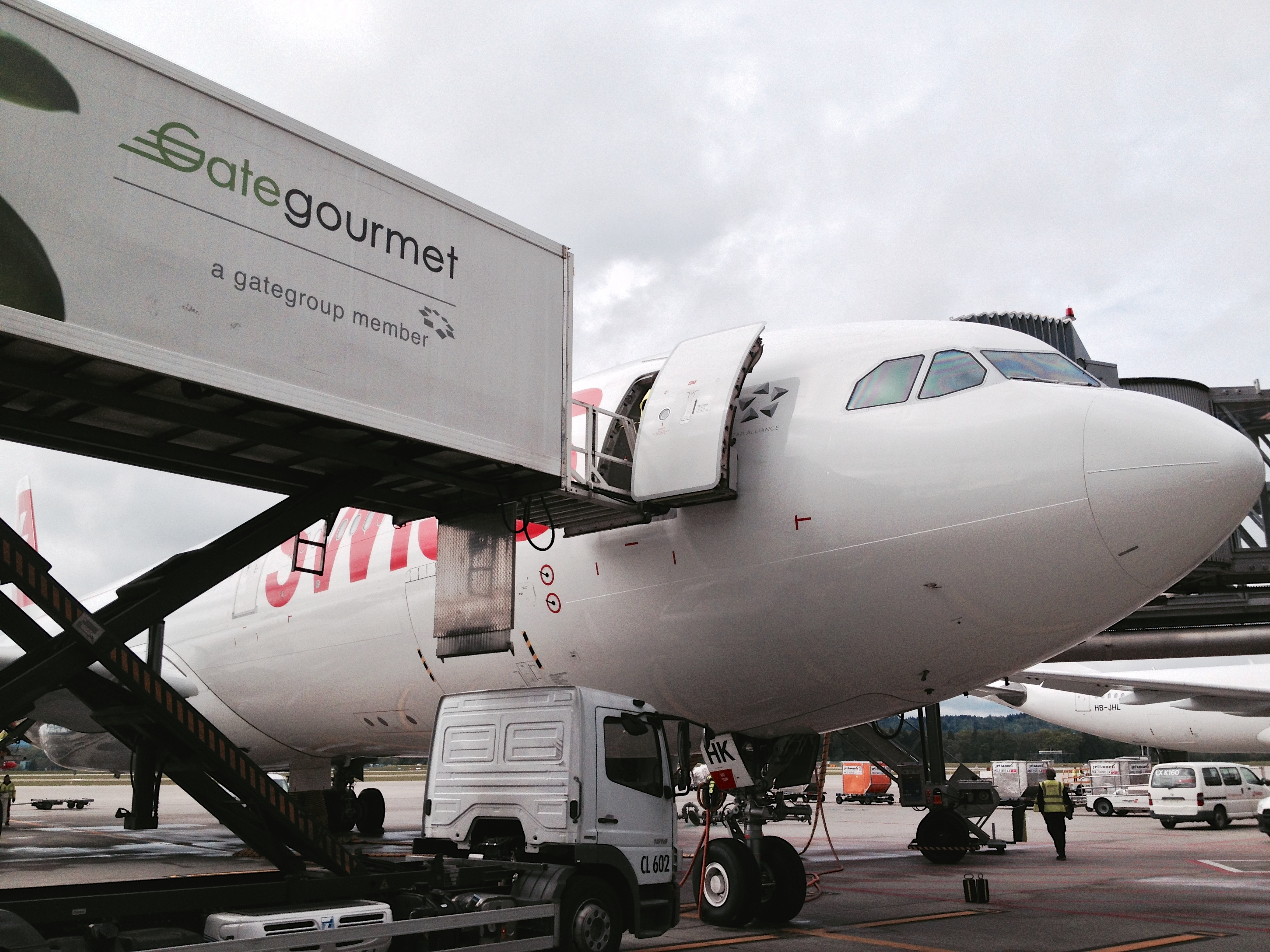
Gategourmet beim Beladen einer Swiss-Maschine am Flughafen Zürich

Gategroup verfügt über 200 Standorte in 60 Ländern verteilt auf sechs Kontinente und beschäftigt insgesamt rund 41.000 Mitarbeiter. 2023 erwirtschaftete die Unternehmensgruppe einen Umsatz von 4,7 Milliarden Schweizer Franken, belieferte ca. 3,5 Mio. Flüge und knapp 590 Mio. Fluggäste. Von Mai 2009 bis April 2017 war Gategroup an der Schweizer Börse SIX Swiss Exchange kotiert. Heutige Eigentümer des Unternehmens sind je zur Hälfte Temasek Holdings und RRJ Capital aus Singapur. Gategroup ist mit 27 Prozent Marktanteil mittlerweile auf dem Spitzenplatz im Weltmarkt für Bordverpflegung.

## Geschichte
Die Wurzeln von Gategroup liegen in der 1931 gegründeten nationalen Fluggesellschaft Swissair. 1992 lagerte Swissair ihre Cateringaktivitäten in die neu gegründete Tochtergesellschaft Gate Gourmet aus. Diese galt mit einem geschätzten Unternehmenswert von um die 6 Milliarden Schweizer Franken als Kronjuwel der Swissair. Als Folge des 11. Septembers 2001 und des Niedergangs der Swissair fand sich Gate Gourmet in erheblichen finanziellen Schwierigkeiten wieder. Im Zuge der Liquidation der Swissair wurde Gate Gourmet für 1,1 Milliarden Franken an den US-Finanzinvestor Texas Pacific Group verkauft. Durch den dramatischen Anstieg der Rohölpreise befanden sich Kunden von Gate Gourmet (Fluggesellschaften) unter grossem Kostendruck und nahmen unter anderem drastische Einsparungen bei den Mahlzeiten, welche an Bord serviert wurden, vor. Mehrere Fluggesellschaften wurden insolvent, so dass Gate Gourmet selbst zum Sanierungsfall wurde. Der Kostendruck, der sich von den Fluggesellschaften auf Gate Gourmet übertrug, wurde auch beim Personal spürbar.
Vom 7. Oktober 2005 bis 7. April 2006 streikten die Mitarbeiter der Niederlassung von Gate Gourmet am Flughafen Düsseldorf. Die in der Gewerkschaft Nahrung-Genuss-Gaststätten (NGG) organisierten Arbeiter versuchten, die Verlängerung der Arbeitszeit auf 40 Stunden pro Woche, die Streichung von fünf Urlaubstagen sowie der Zulagen zu verhindern und eine Lohnerhöhung von 4,5 Prozent durchzusetzen. Am Ende des Streiks wurde ein Tarifpaket bestehend aus Entgelttarifvertrag, Manteltarifvertrag und Sozialtarifvertrag abgeschlossen. Der Streik war der längste Streik in der Geschichte der Gewerkschaft NGG.
Am 5. April 2006 gaben LSG "Sky Chefs" und GateGourmet bekannt, für das Cateringgeschäft am Pariser Flughafen Charles de Gaulle eine Joint venture-Gesellschaft zu gründen. Die Europäische Kommission hat diesem Zusammenschluss im Juli 2006 zugestimmt. Gate Gourmet Frankreich, Sitz Roissy CDG, wurde 1999 gegründet und beschäftigt etwa 300 Mitarbeiter (Stand April 2006). Es werden über 3 Millionen Mahlzeiten pro Jahr hergestellt. Am 23. April 2007 wurde über LSG-Gate Gourmet Paris der Konkurs eröffnet.
Nachdem Texas Pacific Group am 1. März 2007 ihren Anteil an Gate Gourmet an Merrill Lynch verkauft hatte, begann eine Phase der Neustrukturierung von Gate Group, die in die Zusammenlegung mit weiteren Gesellschaften zur Gategroup und schliesslich in den im Mai 2009 erfolgten Börsengang mündete.
Im April 2016 legte die chinesische HNA Group ein Übernahmeangebot vor. Nach Ablauf der Übernahmefrist (21. Juli 2016) kontrollierte HNA Group 63,6 % der Stimmrechte und sah die Übernahme nach ebenfalls erfolgter Genehmigung durch die EU als geglückt an. Bis Mitte Oktober 2016 wurden weitere Aktien erworben (nunmehr 96,1 %). HNA strebte einen Anteil von 98,0 % an, um die restlichen Aktien für kraftlos erklären zu können. Unabhängig davon traf HNA Group im Oktober 2016 Vorbereitungen für ein Gesuch zur Dekotierung von Gategroup bei der Schweizer Börse SIX.
Gategroup wurde 2016 für 1,4 Mrd. US-Dollar von HNA vollständig übernommen, und Ende April 2017 wurden die Aktien von der Schweizer Börse SIX dekotiert.
Die hochverschuldete HNA Group gab Anfang März 2018 Details zu ihrem Plan bekannt, sich von der Mehrheit an Gategroup zu trennen und erneut einen Börsengang von Gategroup durchzuführen. Ende März 2018 entschieden die Verwaltungsräte von HNA und Gategroup, diesen Plan nicht umzusetzen. Schließlich übernahmen Temasek Holdings und RRJ Capital je hälftig die Anteile an Gategroup.
Im August 2018 plante die Tochtergesellschaft Gate Gourmet Switzerland die Übernahme der bisher konzernunabhängigen SCK Sky Catering Kitchen mit Sitz in Ulm und mit Standorten an den Flughäfen in Berlin, Nürnberg und Stuttgart. Das Bundeskartellamt muss dem noch zustimmen. 2019 folgte die Übernahme des Europageschäfts der LSG Sky Chefs.
Die gategroup Holding AG („gategroup“) gab am 2. Dezember 2020 den Vollzug der Übernahme des Europageschäfts von LSG Sky Chefs von der LSG Group bekannt. Die Transaktion umfasst den Inflight-Catering-Betrieb von LSG in Deutschland, der Schweiz, den Niederlanden, Belgien, Italien und Spanien sowie das globale Equipment-Geschäft unter der Marke SPIRIANT, außerdem das europäische Geschäft für Convenience Food der Marke Evertaste, die Einzelhandelsgeschäfte der Marke Ringeltaube sowie Zug-Catering und Lounges.

## Hauptkunden
Stand: Mai 2021
- Easyjet
- American Airlines
- British Airways
- Delta Air Lines
- Egypt Air
- Emirates
- Germania
- Iberia
- Jetstar Airways
- Lufthansa
- LAN Airlines (der heutigen LATAM Airlines)
- Qantas Airways
- Swiss
- Singapore Airlines
- United Airlines
- TUIfly
- Condor Flugdienst
- Easyjet
- Wizz Air
- Onur Air
- Pegasus Airlines
- MIAT Mongolian Airlines